# Prinzengarten Ettenheim

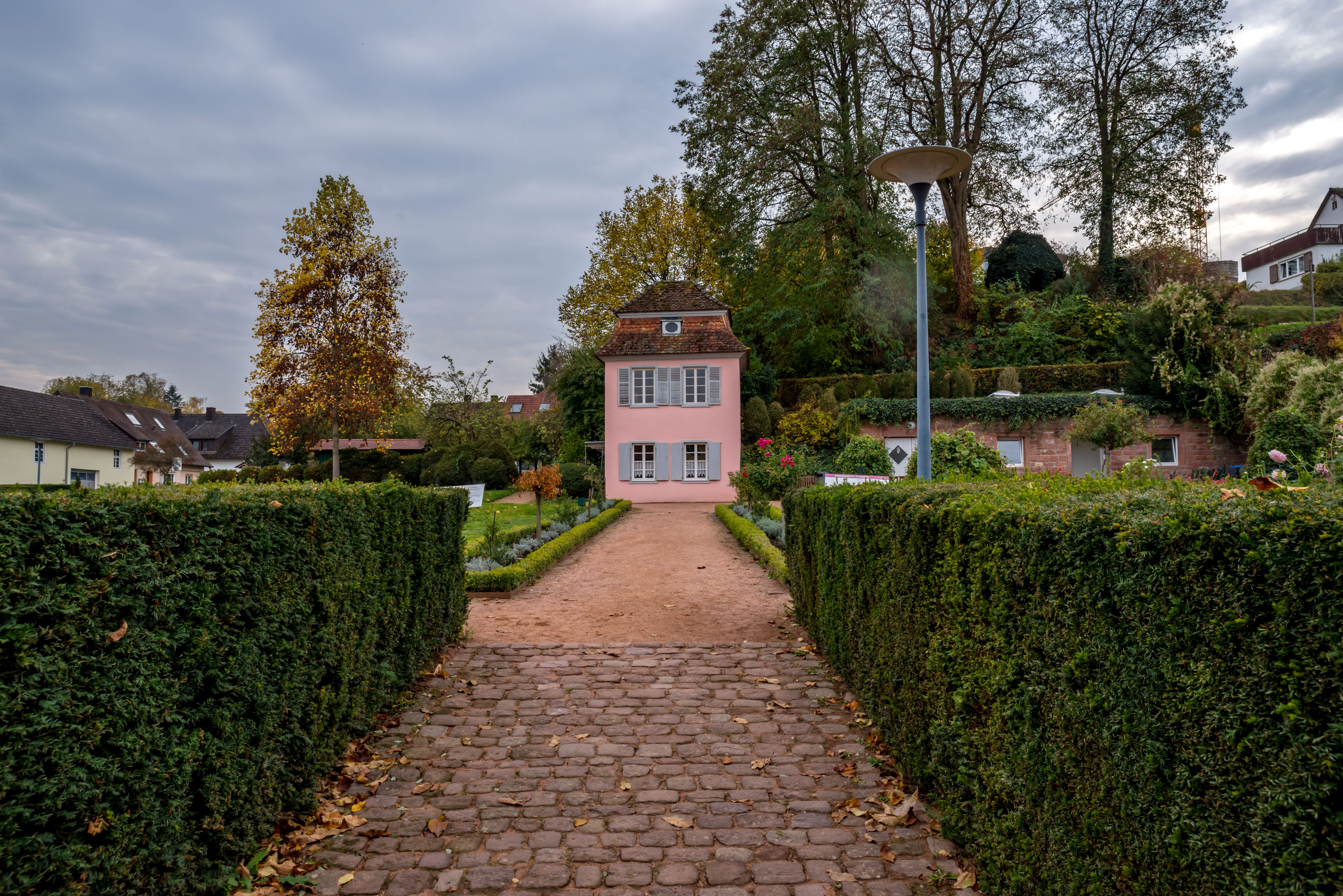
Blick in den Prinzengarten November 2018

Der Prinzengarten Ettenheim existiert schon seit dem 17. Jahrhundert. Es ist der „Vor dem Thomasthor liegende, ganz von einer Mauer umgebene Kraut und Baumgarten“ in der Stadt Ettenheim im Ortenaukreis. Heute liegt der Garten gegenüber dem Ringsheimer Tor im Westen des historischen Stadtkerns und wird im Osten durch die Straße „Im Pfaffenbach“ und im Norden durch die „Thomasstraße“ begrenzt. In Ettenheim ist dieser Garten auch als der Kopp'sche Garten, nach der letzten privaten Besitzerin, bekannt. Der 3900 m² große Garten und ist auf der Nord- und Ostseite durch eine ca. 2 m hohe Sandsteinmauer eingefriedet. Der Garten ist über 3 Zugänge und eine Zufahrt erreichbar. Die Zufahrt ist auf der Nordseite und führt auf die Nordseite des Gartenhauses.

## Geschichte
Der 1721 erstmals urkundlich erwähnte Garten wechselte bis 1790 mehrfach die Besitzer, deren Namen unbekannt sind, und wurde dann Eigentum des Baron Franz Reinhart Albertini von Ichtratzheim. In dieser Zeit waren der Kardinal Louis René Édouard de Rohan-Guéméné, der Fürstbischof von Straßburg und Louis Antoine Henri de Bourbon-Condé, duc d’Enghien dort im Exil und nutzten als Gäste des Barons diesen Garten. Der Prinz verliebte sich in die Nichte des Kardinals Prinzessin Charlotte de Rohan, „Mademoiselle de Rochefort“ heiratete sie heimlich und bewirtschaftete den Garten. In den Stadtrechnungen von 1805 ist ein weiterer Nachweis des Gartens, da der Baron den Bodenzins für „seiner Steeg und Gärtel beim Thomasthor“ entrichten musste. 1810 wurde er für 2500 Gulden und wieder ausgelöst „seinen vor dem Thomasthor liegenden, ganz mit einer Mauer umgebenen, Kraut- und Baumgarten in einem Werthe von 2500 Gulden“. Der Garten wurde an Peter Bosch vererbt, der am 15. November 1821 versteigern ließ, dabei wurde der Garten in zwei Teile geteilt den nördlichen Teil erhielt der Bierbrauer Franz Xaver Köbele und die südliche der Salmenwirt Benedikt Werber. Der Bierbrauer war ein Vorfahre der letzten Privatbesitzerin Maria Kopp, er nutzte das Gelände, indem er dort einen Bierlagerkeller an das Gartenhaus anbauen ließ und das Gelände als Sommerwirtschaft mit Kegelbahn Betrieb. Im Erdgeschoss war der Bierausschank im Obergeschoss waren Gesellschaftsräume die zum Kartenspiel genutzt wurden. 1959 hat die Stadt Ettenheim das jetzt Kopp’scher Garten genannte Grundstück erworben, wobei die Frau Kopp ein Nutzungsrecht erhielt, das Ziel war hier einen Stadtgarten anzulegen. Der andere Teil blieb bis 1880 im Besitz der Familie Weber dann wurde er von den Erben an den Küfer Josef Schmid verkauft der diesen an seine Tochter Maria Theresia Sauer vererbte, Im Jahre 2001 konnte die Stadt den anderen Teil von den Erben erwerben.
Die Stadt führte die zwei Teile zusammen, damit war die historische Einheit wieder hergestellt. Ursprünglich war in den 1990er Jahren die Planung der Stadt dort einen Parkplatz für die Innenstadt anzulegen, dies scheiterte aber an den Protesten der Bevölkerung. Aus dieser Protestbewegung formte sich ein Förderverein, der über 200 Mitglieder zählt.
Das Landesdenkmalamt stellte am 6. Juli 2001 den Enghien-Gartenpavillon als Kulturdenkmal gem. § 2 des baden-württembergischen Denkmalschutzgesetzes (DSchG) unter Schutz, zusammen bildet er mit dem Garten und der begrenzenden Sandsteinmauer eine Sachgesamtheit gem. § 2 DSchG (Abs. 1) und genießt dadurch Kulturdenkmaleigenschaft. Die Restaurierung in Anlehnung an das historische Aussehen der Anlage wurde im Jahr 2006 fertiggestellt. Das ganze Jahr über finden auf dem Gelände Veranstaltungen statt. Die Pflege und Ausgestaltung des Gartens wird durch den Förderverein in Zusammenarbeit mit der Stadt unterstützt.

## Aufteilung

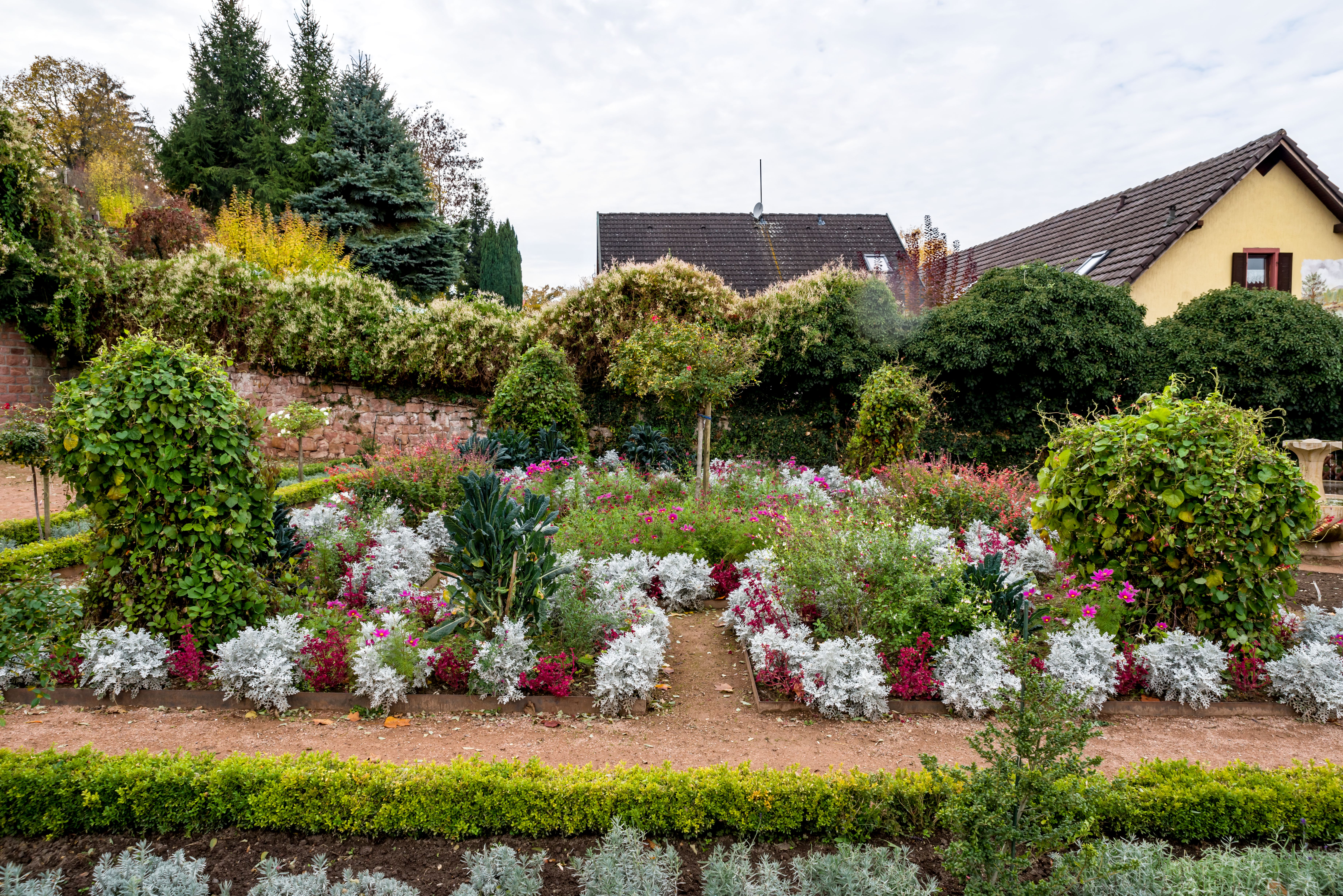
Blick in den Potager im November

Der Garten besteht aus dem Gartenhaus und den vier Sektionen, er wird dem Barock zugeordnet und der dort üblichen französischen Gartenkunst. Auf Grund seiner geringen Größe sind die Regelwerke wie sie in der „La Thèorie et la Pratique  du  Jardinage“  von Antoine-Joseph Dezallier d’Argenville nicht voll verwirklicht.
- Festwiese „Tapis vert“, diese ist im Stil der englischen Architektonischen Gärten des 19. Jahrhunderts aufgebaut.
- Obstgarten „Fruitier“, dieser entspricht nur im Aufbau durch die Quinquonce Stellung der Bäume dem barocken Vorbild. Die alten Obstbäume, müssen durch neue ersetzt werden, dies geschieht mit vorwiegend alten Sorten. Es sind dies James Grieve, Champagnerrenette, Goldparmäne, Goldrenette von Blenheim, Jakob Fischer, Jakob Lebel, Kohlenbacher, Rote Sternrenette, Roter Winter-Calvill und Zuccalmaglios Renette.
- Gemüsegarten „Potager“, ist eigentlich ein Küchengarten, nach barockem Vorbild. Die Beete sind von Buchshecken eingefasst und werden über das Jahr hinweg ornamental mit wechselnden auffallenden Gemüsearten bepflanzt
- Wäldchen „Bosquet“, dies ist der hochgelegene südwestliche Teil des Gartens und ist bis auf den Wegebau naturbelassen, er soll die reiche Spontanvegetation behalten. In diesem Bereich ist auch ein kleiner Efeupavillon mit einer Büste von Louis Antoine Henri de Bourbon-Condé.
- Gartenhaus, es wurde vermutlich zwischen 1755 und 1757 erbaut. Es hat einen quadratischen Grundriss und ist zweigeschossig mit einer Gesamthöhe von 8,5 m. Nach oben ist es mit einem Mansardendach abgeschlossen. Das Obergeschoss ist über eine hangseitige Steintreppe auf der Rückseite zugänglich und besteht aus einem hellen Raum. Im Erdgeschoss werden Arbeitsmaterialien gelagert, das Obergeschoss wird vom NABU genutzt.[3]